# 梅济雷
梅济雷（法語：Méziré，法語發音：[meziʁe]）是法国勃艮第-弗朗什-孔泰大区贝尔福地区省的一个市镇，位于该省西南部，与杜省接壤，属于贝尔福区和大贝尔福城市圈公共社区。

## 地理
梅济雷（47°31'52"N, 6°55'11"E）面积3.91 平方千米，位于法国勃艮第-弗朗什-孔泰大區贝尔福地区省，该省份为法国东北部内陆省份，东临上莱茵省，北起孚日省，西接上索恩省，南与杜省和瑞士接壤。
与梅济雷接壤的市镇（或旧市镇、城区）包括：布罗涅、阿朗茹瓦、巴德韦勒、当皮埃尔莱布瓦、费什勒沙泰勒、格朗维拉尔、莫维拉尔。

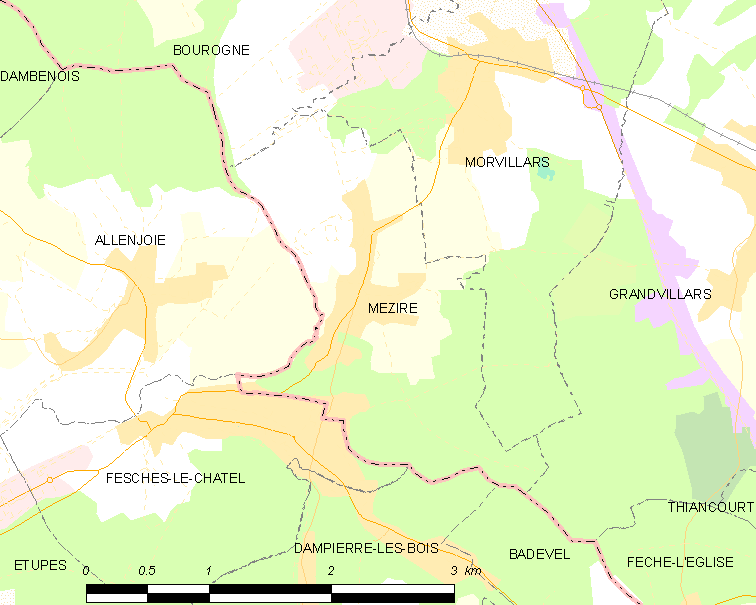
梅济雷的OSM定位图

梅济雷的时区为UTC+01:00、UTC+02:00（夏令时）。

## 行政
梅济雷的邮政编码为90120，INSEE市镇编码为90069。

## 政治
梅济雷所属的省级选区为格朗维拉尔县。

## 人口

1962-2008年间梅济雷人口变化图示

梅济雷于2022年1月1日时的人口数量为1268人。